# François Bernat-Salles
Pour les articles homonymes, voir Bernat et Salles.
François Bernat-Salles, né le 3 février 1855 à Gavarnie où il est mort le 2 février 1934, est un des grands guides de montagne des Pyrénées. En son temps, son nom est sujet à variations : Henri Beraldi l'appelle souvent Salles-Bernat, ou Salles tout court.

## Biographie

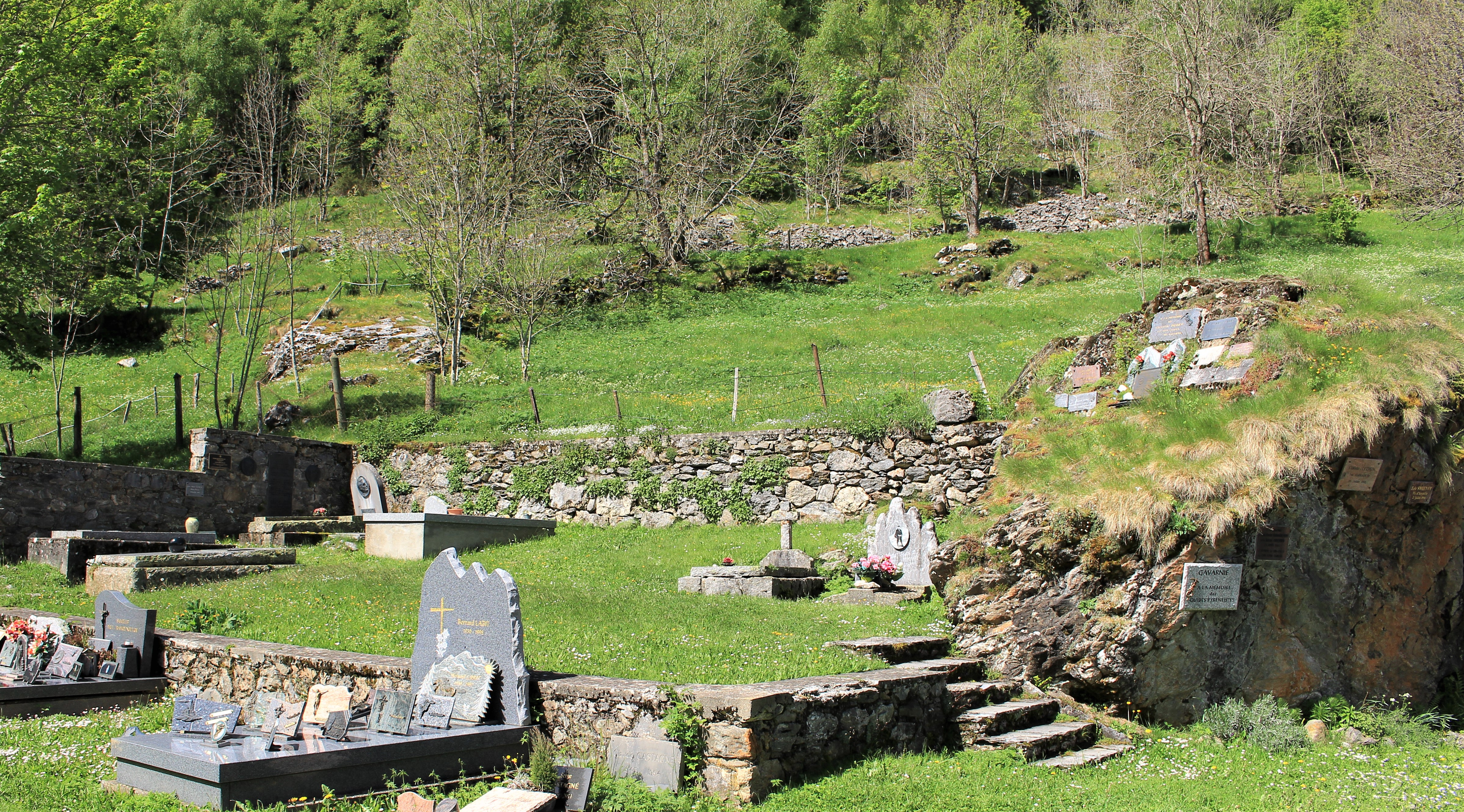
Le carré des pyrénéistes du cimetière de Gavarnie.

Comme la plupart des habitants du village montagnard de Gavarnie, François Bernat-Salles est un modeste agriculteur et berger. Avec l'arrivée des touristes désireux de découvrir la montagne, on demande des guides et des porteurs, ce qui est pour beaucoup une occasion de s'assurer quelques revenus supplémentaires. François Bernat-Salles débute comme porteur de Célestin Passet. Grâce à sa force et à sa connaissance de la montagne, il devient guide de première classe. Si sa réputation de force physique est légendaire, peut-être la doit-il aussi à sa capacité de récupération : François Bernat-Salles est un gros dormeur, qu'il faut souvent aller réveiller chez lui pour partir pour une course, et qui ne perd pas une occasion de s'endormir dès qu'il a un instant de répit. 
Il travaille pour des clients prestigieux : Henry Russell, Roger de Monts, Henri Brulle, Jean Bazillac.
En 1888, il accompagne Roger de Monts et Célestin Passet pour la première ascension de la face nord du mont Perdu. Cet exploit lui vaut d'être engagé par Henri Brulle, et l'année suivante, le 7 août 1889, il fait partie de l'équipe (Brulle, Bazillac, de Monts, Célestin Passet) qui réalise la première du couloir de Gaube au Vignemale. Trois jours plus tard il réitère la face nord du Mont Perdu, avec cette fois Brulle.
En juillet 1890, avec Brulle et Célestin, la première du Petit Vignemale par les rochers nord, et la traversée de la crête du Montferrat au Tapou. Le 4 août, les mêmes effectuent la première du Soum de Ramond, et le 7, la première du Doigt de la Fausse Brèche (la vérité oblige à dire que pendant que Brulle et Célestin ascensionnent, Bernat-Salles passe ces trois heures à dormir au pied de la paroi). Le 11 août 1890, en guise d'intermède, François Bernat-Salles met sur son dos, à Gavarnie, la statue de la Vierge qu'il va monter au refuge de Tuquerouye, nouvellement inauguré. Elle pèse 75 kilogrammes. Et le 13, la même équipe réalise encore la première de la Pale de Crabounouse, du  Bugarret et du pic Long, par l'arête ouest.
Le 25 août 1891, toujours avec Brulle et Célestin Passet, il enchaîne dans la journée le mont Perdu et le Vignemale.
En 1892, il accompagne Aymar de Saint-Saud sur les Picos de Europa, où ils réalisent plusieurs premières (Torre de Cerredo, 2 642 m).
En 1899, il reçoit avec le guide Mathieu Haurine la médaille d'argent de l'État pour sauvetage en montagne. Aucun autre montagnard ne la recevra avant 1914.
Avec ces activités de guide de premier plan, et les multiples responsabilités qu'il a assurées : président de la Compagnie des guides, maire de Gavarnie, François Bernat-Salles aurait pu vivre confortablement. Mais il n'a pas les qualités de gestionnaire de Célestin Passet. Il vit dans une petite maison que Célestin lui loue, et bientôt il ne peut plus payer son loyer. Il subsiste grâce à la solidarité des habitants de Gavarnie, qui lui bâtissent une petite maison sur un lopin de terre situé sur le Turon, à l'entrée de Gavarnie, et qui vont en chercher la charpente dans la forêt, de nuit, pour échapper aux gardes forestiers. Il termine sa vie comme il l'avait commencée, comme un modeste berger. Il est enterré au cimetière de Gavarnie, dans le carré des pyrénéistes.